# Dealul Spirii

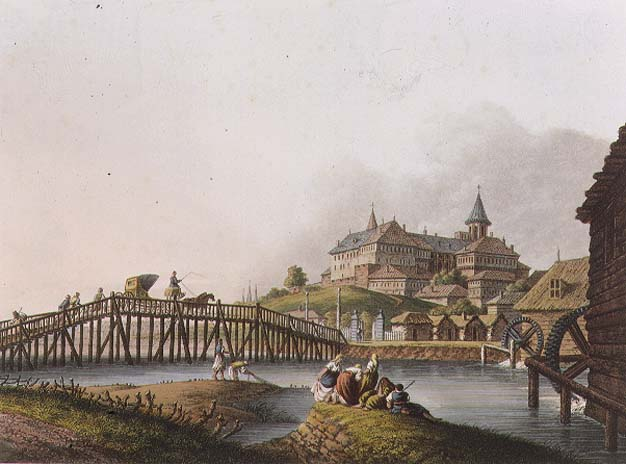
Die Wassermühlen an der Dâmbovița mit Dealul Spirii und dem Kloster Mihai Vodă im Hintergrund (1837)

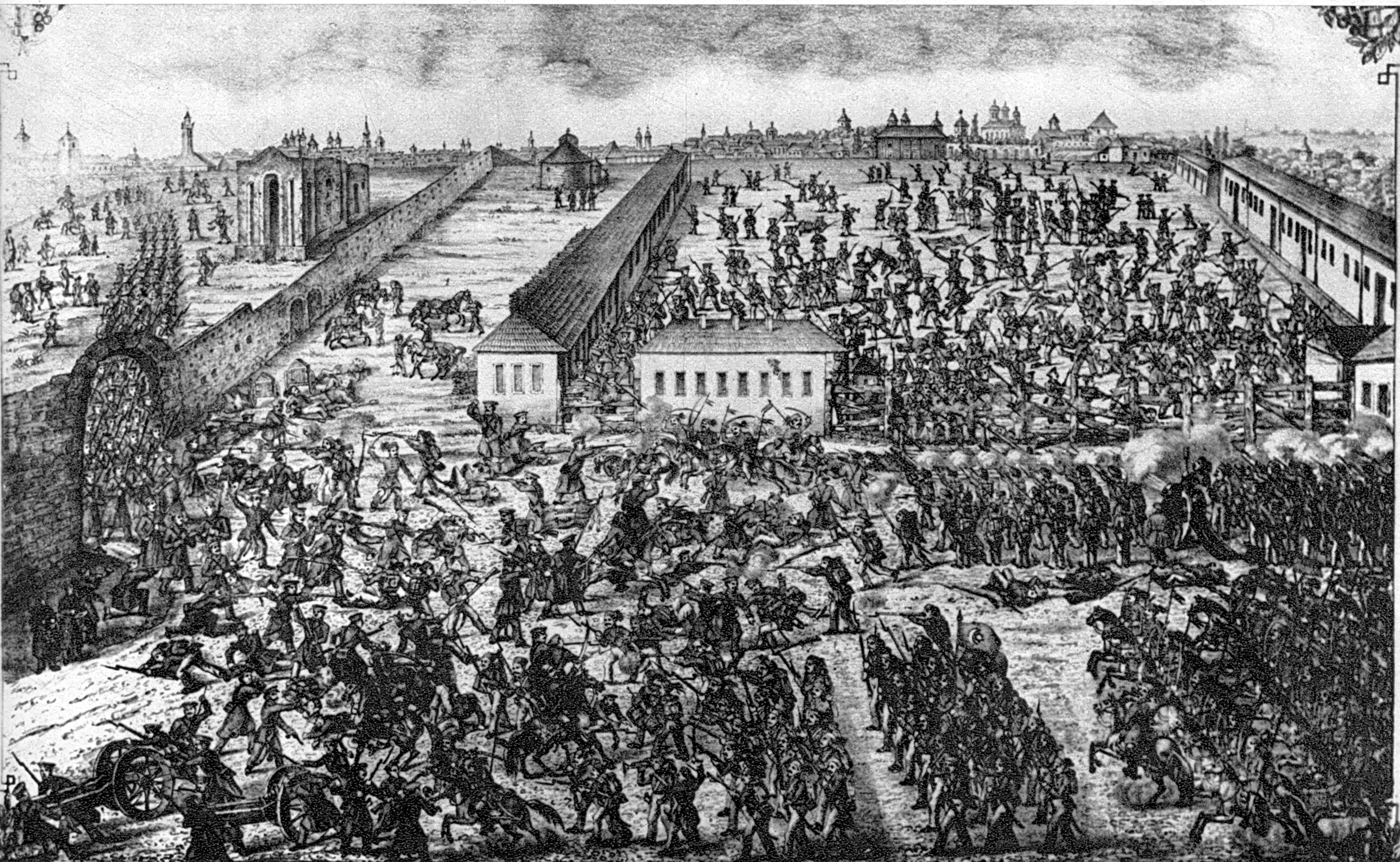
Dealul Spirii, 1848

Dealul Spirii [ˈdealul ˈspiri] (zu Deutsch: Spirii-Hügel) ist ein Hügel in Bukarest, auf dem sich der Parlamentspalast befindet. Er liegt in Sektor 5 und ist auch bekannt als Dealul Arsenalului.

## Geschichte des Spirii-Hügel
Ursprünglich ein Weinberg namens Dealul Lupeștilor, wurde der Hügel nach dem Arzt Spiridon Kristofi (auch bekannt als „Spirea“) umbenannt, der 1765 die befestigte Kirche Spirea Veche errichten ließ; letztere wurde 1984 für den Bau des Hauses des Volkes (Casa Poporului) abgerissen.
Ebenfalls auf dem Hügel wurden die Ruinen der Curtea Nouă („Neuer Hof“) gefunden, der fürstlichen Residenz, die 1776 von Alexander Ypsilantis, Prinz der Walachei, erbaut wurde, um die Curtea Veche zu ersetzen. Der Gebäudekomplex hatte einen großen Weinkeller, der noch in den 1900er Jahren genutzt wurde. Curtea Nouă war die offizielle Residenz der Phanarioten bis 1812, als sie niederbrannte – seitdem war sie als Curtea Arsă („Verbrannter Hof“) bekannt, die Ruinen wurden 1986 vollständig dem Erdboden gleichgemacht.
Im Juli 1818 ließ man auf dem Dealul Spirii einen der ersten Heißluftballons steigen; ein Ereignis, das Ioannis Georgios Karatzas miterlebte.
Am 13. September 1848 wurde auf dem Hügel die letzte Schlacht der Rumänischen Revolution von 1848 ausgetragen, an der die osmanischen Truppen beteiligt waren, die zur Unterdrückung der Rebellen und der von Pavel Zăgănescu angeführten Feuerwehrabteilung von Bukarest entsandt wurden.

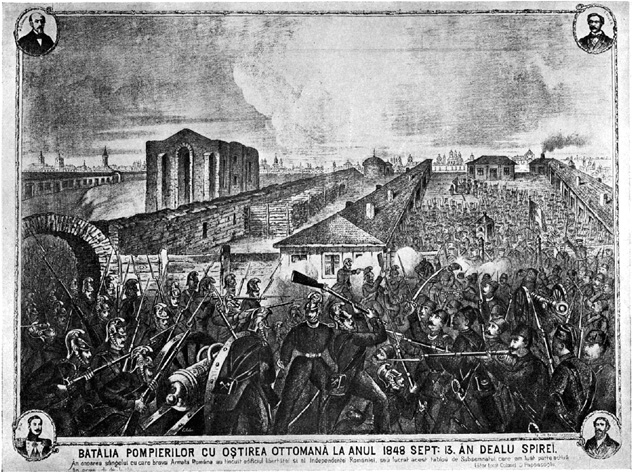
Lithografie der Schlacht zwischen den Feuerwehrleuten von Bukarest und den osmanischen Truppen, 1848

Der Hügel war ab 1861 der Standort des Arsenals, das dem Dealul Spirii den alternativen Namen Dealul Arsenalului gab.
Nach dem Ersten Weltkrieg gab der Hügel einem berühmten Prozess (dem Dealul-Spirii-Prozess) seinen Namen, an dem die Mitglieder der Kommunistischen Partei Rumäniens beteiligt waren, nachdem am 8. Dezember 1920 im rumänischen Senat  eine Bombe gezündet worden war. Auf diesem Hügel befand sich auch das Stadionul Republicii, ein Art-déco-Stadion, das 1928 als „ANEF-Stadion“ eingeweiht und vom FC Progresul Bukarest genutzt wurde. 2006 wurden die Reste des Stadions zu einer Tiefgarage umgebaut.

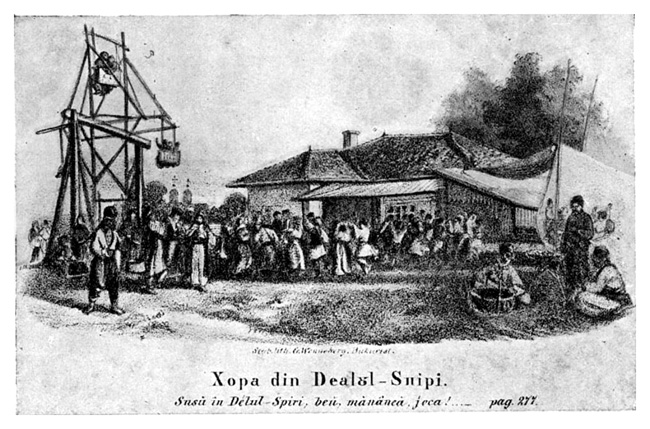
Die Hora auf dem Spirii-Hügel (Lithografie von 1857)

Um den Hügel herum befand sich das Uranus-Viertel, benannt nach der Hauptverkehrsstraße, die von Calea Rahovei den Hügel hinauf zum Stadion und dann zum Splaiul Independentiei und Izvor verlief, um im Rahmen des von Nicolae Ceaușescu angeordneten Hauses des Volkes Teil vollständig zerstört wurde.
Es war der Standort vieler historischer Gebäude, darunter eine Reihe von Kirchen und Synagogen. Als der Hügel für das Gebäude abgerissen wurde, wurde auch ein Massengrab darunter gefunden. Weitere Untersuchungen ergaben, dass die Skelette Menschen gehörten, die an der Pest gestorben waren.